# Мі-1
Мі-1 (за кодифікацією НАТО: Hare, Заєць) — радянський багатоцільовий гелікоптер, розроблений ОКБ М. Л. Міля в кінці 1940-х років. Перший радянський серійний гелікоптер.
Спочатку прототип отримав найменування ГМ-1 (Гелікоптер Міля-1). Перший політ Мі-1 відбувся у вересні 1948 року. У 1951 році був введений в дослідну експлуатацію. Серійне виробництво велося в 1954–1960, всього було побудовано 2680 машин.

## Історія створення
Після завершення Другої Світової війни Міль приступив до розробки тримісного експериментального гелікоптера ЕГ-1 (не плутати з ЕГ ОКБ Яковлєва), побудованого за одногвинтовою схемою з двигуном М-13 і оригінальним пристроєм автоматичного підвищення стійкості польоту. 9 квітня 1946, проект був продемонстрований експертній комісії МАЛ, яка схвалила його, але порадила внести ряд змін, викликаних реальними можливостями радянської авіапромисловості.
Перші три прототипи ГМ-1 було збудовано на авіазаводі в Києві. Це було пов'язано з відсутністю матеріально-технічної бази на ОКБ-4.
10 серпня 1949 року на базі НІІ ВПС СРСР почалися держвипробування прототипів. У них брали участь Тиняков і провідні інженери Л. М. Марьїн і A. M. Загордан. Через півтора місяці випробування успішно завершилися.

## Серійне виробництво
На початку 1950 року Рада Міністрів СРСР ухвалила створити дослідну серію з 15 вертольотів ГМ-1 під позначенням Мі-1 на заводі № 3 у Москві. Однак з огляду на недооцінені державними і військовими діячами можливості вертольотів у збройних силах і цивільної авіації впровадження Мі-1 в масове виробництво всіляко затримувалося. Ситуація докорінно змінилася після демонстрації Мі-1 Сталіну та доповідь йому про успішне використання американських вертольотів у війні в Кореї. Це призвело до «жовтневої» урядової постанови про створення нових транспортно-десантних вертольотів, і Мі-1 почав вироблятися на декількох заводах авіаційної промисловості.
Після виробництва в 1952-1953 роках невеликої партії (30 одиниць) на казанському заводі № 387 (нині ВАТ «Казанський вертолітний завод») в 1954 році, масове виробництво Мі-1 вдалося розпочати на заводі № 47 (нині ВАТ «Стріла») в Оренбурзі (за період з 1954 по 1958 р. там було випущено 597 вертольотів). Через три роки випускати Мі-1 почав завод № 168 (нині ВАТ «Росвертол») в Ростові-на-Дону, де з 1956 по 1960 р. було виготовлено 370 нових машин.
Пізніше радянська авіапромисловість зробила ставку на виготовлення важчих вертольотів Мі-4, але оскільки Радянський Союз все ж мав потребу і в легких Мі-1, керівництво країни ухвалило рішення перенести виробництво цих машин до Польщі. У 1954 році було підписано міжурядову угоду про виробництво Мі-1 і запчастин до нього в Польщі. Тоді ж було розпочато перепрофілювання авіазаводу у Свиднику, який до цього виготовляв агрегати для заводу в Мелиде. Підготовка до виробництва абсолютно нового виду техніки вимагала від колективу підприємства освоєння нових технологій і професій, чому чимало сприяла відряджена з СРСР група фахівців.
Загалом у Польщі було виготовлено 1683 вертольота Мі-1 в різних варіантах і модифікаціях (у тому числі 86 вертольотів SM-2). Більшість з них відправляли в СРСР. Останній Мі-1 в СРСР був офіційно списаний у 1983 році, але деякі екземпляри Мі-1 в льотному стані досі можна побачити в музеях і приватних колекціях.

## Модифікації
- Ми-1
- Ми-1А
- Ми-1МНХ (НХ)
- Ми-1П
- Ми-1Т
- Ми-1У
- Ми-3
- SM-1

## Експлуатація та участь в бойових діях
Наприкінці 1948 року, в Серпухові, була сформована навчальна ескадрилья у складі ВПС, що займалася освоєнням вертольотів і підготовкою льотного складу. На початку 1951 року, в ескадрилью надійшли перші вертольоти Мі-1 з передсерійної партії — до цього, льотна підготовка проходила на вертольотах Г-3, розроблених в ОКБ І. П. Братухіна. З цього часу, Мі-1 розпочав у масовому порядку надходити в підрозділи зв'язку Сухопутних військ, а пізніше — в окремі вертолітні ескадрильї і льотні училища. Мі-1 тривалий час був основним типом навчального вертольота в СРСР.
3 лютого 1954 року, почалася експлуатація Мі-1 в цивільній авіації. Через кілька років, Мі-1 вже застосовувався в «Аерофлоті» на всій території СРСР. Фактично, регулярна експлуатація Мі-1 і вертольотів середнього класу Мі-4 почалася одночасно — ці два типи становили вдалий «тандем», взаємно доповнюючи можливості один одного.
За своїми льотно-технічними характеристиками вертоліт Мі-1 був близький до американського вертольота S-51, що з'явився в 1946 році, і англійського «Брістоль 171» (1947), а проте, на відміну від цих машин, які випускалися відносно недовго, малими серіями, і незабаром були витіснені досконалішими вертольотами, Мі-1 отримали найширше застосування у ВПС та цивільній авіації Радянського Союзу і багатьох держав світу.
Про хороші льотно-технічні особливості вертольотів Мі-1 свідчать встановлені в 1958-1968 роках 27 світових рекордів, в їх числі рекорди швидкості — 210,535, 196,452 та 141,392 км / год на базі 100, 500 і 1000 км; рекорди висоти — 6700 м і дальності польоту — 1654.571 км, а також 11 жіночих рекордів. За даними, які були наведені у щорічному огляді «Військова авіація країн світу», опублікованому в журналі «Флайт Інтернешнл», на середину 1995 у збройних силах країн світу застосовувалося близько 150 цих машин.
Армійські вертольоти Мі-1В активно застосовувалися в Китаї для боротьби з озброєними загонами чанкайшистів і в інших операціях поліцейського характеру. Єгипет та сирійці застосовували цей вертоліт в конфліктах з Ізраїлем, використовувався він і в громадянській війні в Північному Ємені. В Іраку Мі-1 був застосований для придушення курдських заколотів. На Кубі Мі-1 використовували для ліквідації загонів збройної опозиції

## Країни-оператори

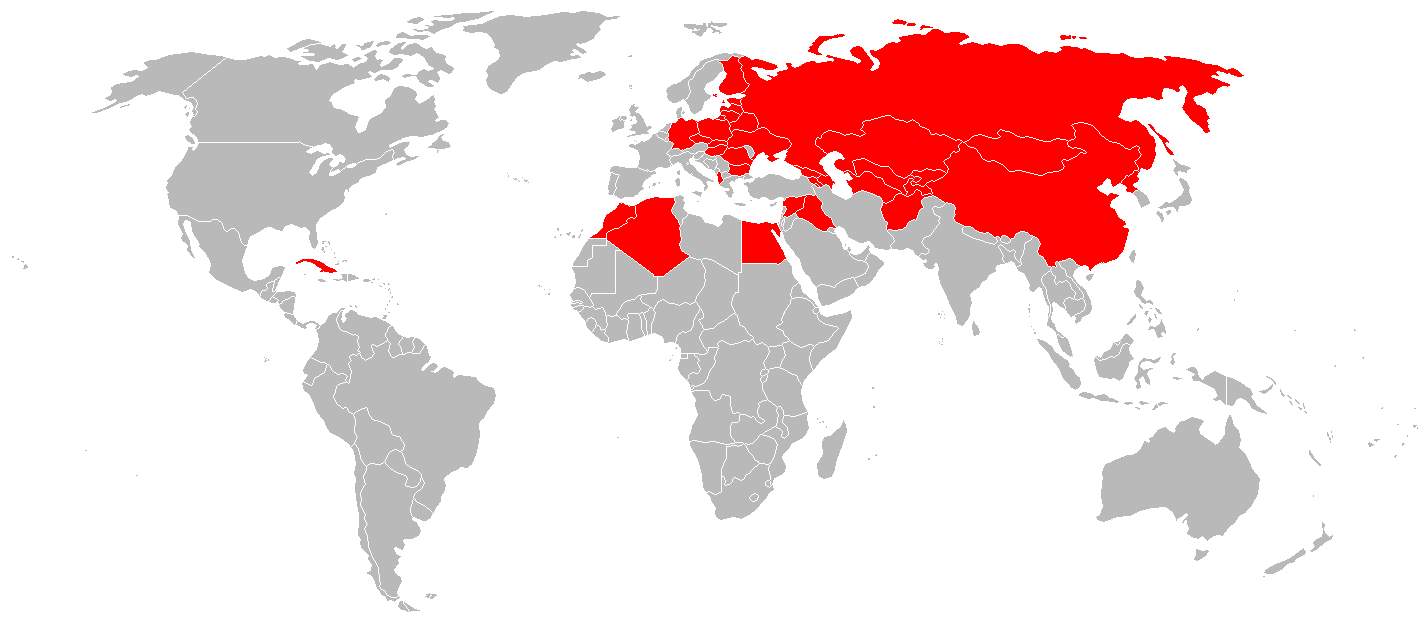
Країни, що використовують Мі-1.

- Афганістан.
- Албанія
- Алжир
- Болгарія
- КНР
- Куба
- НДР
- Єгипет
- Фінляндія
- Угорщина
- Ірак
- Монголія
- Північна Корея
- Польща
- Румунія
- СРСР
- Сирія

## Галерея

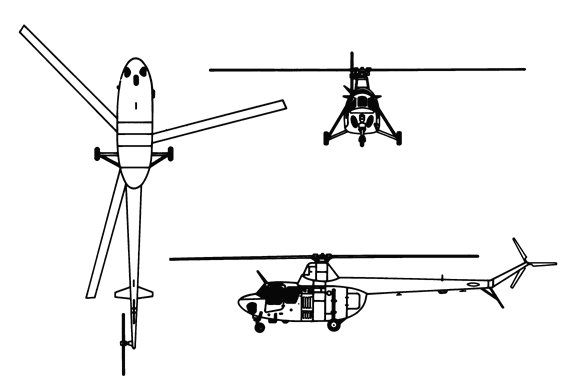
Схема гелікоптера
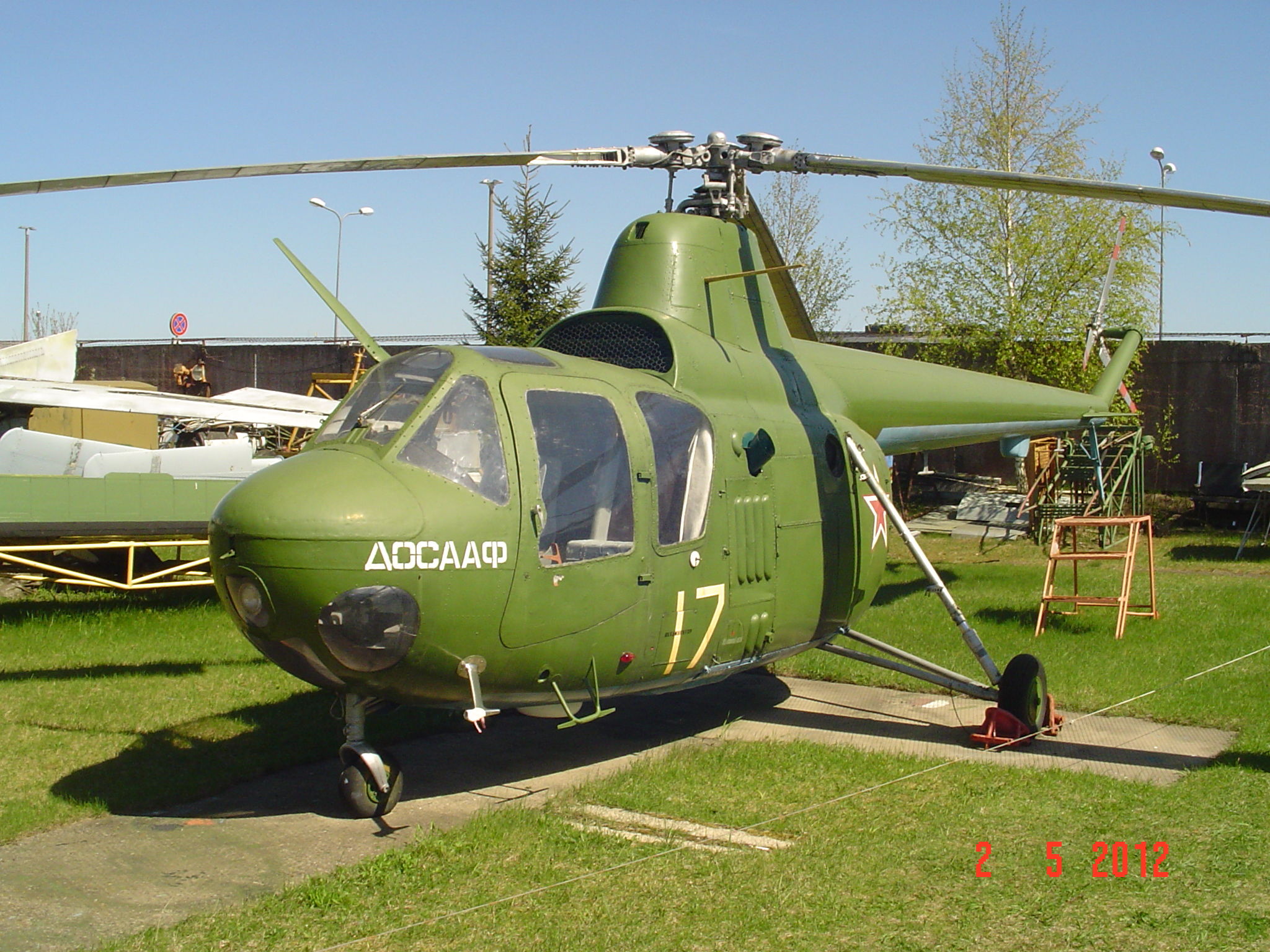
В музеї м.Рига
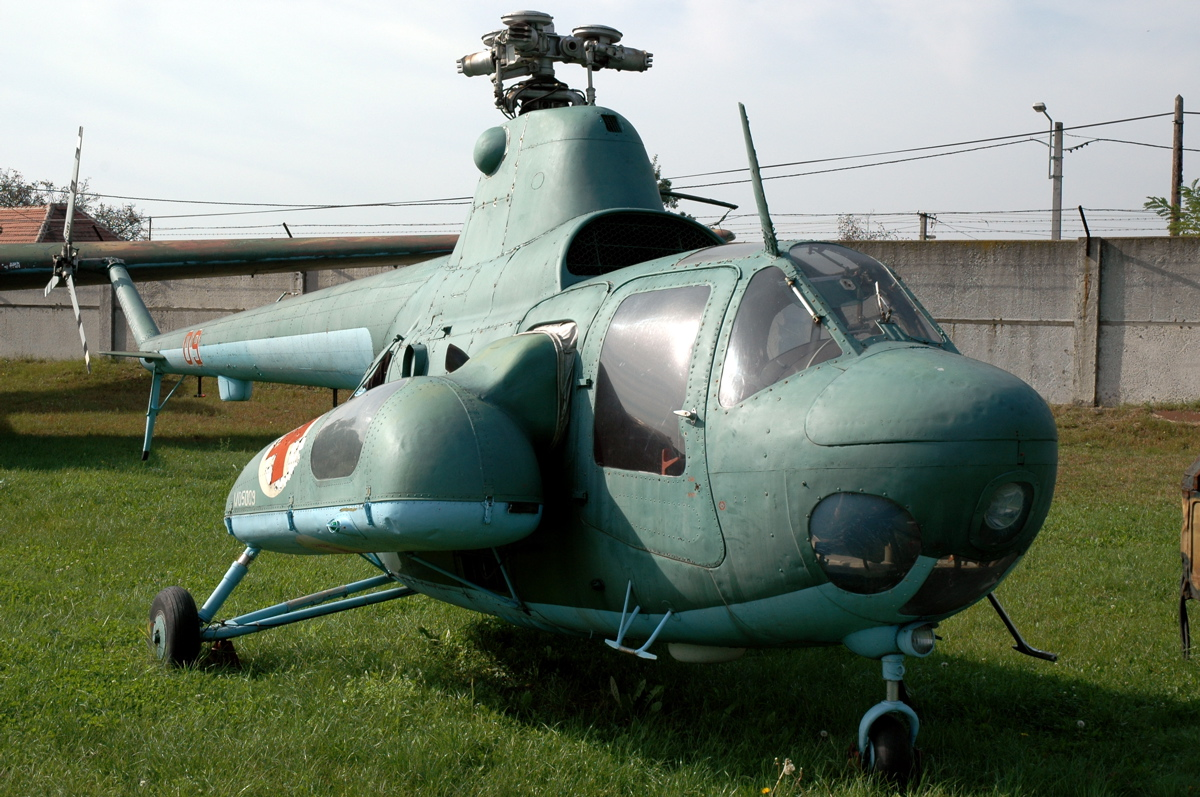